# ジェームズ・アバークロンビー (陸軍大佐)
ジェームズ・アバークロンビー（James Abercrombie, 1732年 - 1775年6月23日）は、イギリス陸軍の軍人。最終階級は大佐。中佐の時、バンカーヒルの戦いで負傷し、死亡した。
しばしば「ジェームズ・アバークロンビー・ジュニア」と呼ばれるが、この「ジュニア」にははっきりした根拠はない。

## 経歴
ジェームズ・アバークロンビーはフレンチ・インディアン戦争に第42歩兵連隊の大尉として従軍し、1759年にはジェフリー・アマースト将軍の副官となった。1770年には中佐に昇進した。
アメリカ独立戦争のバンカーヒルの戦いにおいて、アバークロンビーは擲弾兵大隊を率いてアメリカ軍の左翼に突撃を行ったが、戦闘のさなか、銃弾を受けて負傷し、戦場から運び出された。そしてボストンの病院での治療も空しく、1週後に死亡した。
『カナダ人物辞典（Dictionary of Canadian Biography）』の研究者は、このジェームズ・アバークロンビーが何人かの同名の人物のうちジェームズ・アバークロンビー将軍の縁者であるとされていることを裏付けるために各種の文書を調査した。しかし結局、彼が将軍の息子である、あるい名前に「ジュニア」が付くということの証拠は見つかっていない。